# بليد (شخصية)
بليد هو شخصية خيالية وبطل خارق في مارفل كومكس من ابتكار مارف وولفمان وجين كولان.ظهرت الشخصية لأول مرة في يوليو 1973.